# 利奧波利斯 (密蘇里州)
利奧波利斯（英語：Leopolis）是位於美國密蘇里州利文斯頓縣的鬼鎮。

## 歷史
利奧波利斯的郵局於1892年設立，其後於1901年停運。

## 地理
利奧波利斯所處的海拔為高於海平面233米（即764英呎），而該地所採用的時區為UTC-6，即北美中部時區（CST）。同時該地設有夏令時間，為UTC-6調快一小時，即UTC-5（CDT）。